# Sophia Williams-de Bruyn
Sophia Theresa Williams-de Bruyn (nacida en 1938) es una antigua activista anti-apartheid sudafricana. Fue la primera recipiente del Premio de las Mujeres al servicio nacional excepcional. Es la última dirigente viva de la Marcha de las Mujeres.

## Biografía
Williams-de Bruyn nació en Villageboard, una zona en la que vivían personas de muchas nacionalidades diferentes. Dice que la compasión de su madre con los demás le ayudó a desarrollar su empatía. Abandonó la escuela y empezó a trabajar en la industria textil. Los trabajadores de la fábrica Van Lane Textile le preguntaron si podía ayudarles a "solucionar sus problemas con los jefes de fábrica," y eventualmente se convirtió en la administradora de tienda. Más tarde se convirtió en miembro ejecutivo del Sindicato de Trabajadores Textiles en Port Elizabeth.
Williams-de Bruyn fue miembro fundadora del Congreso Sudafricano de Sindicatos (SACTU). Después de que el gobierno introdujera en la década de 1950 el Population Registration Act para clasificar a los habitantes en función de sus características raciales, como parte del sistema del apartheid, fue nombrada organizadora a tiempo completo del Congreso de las Personas de Color en Johannesburgo.
El 9 de agosto de 1956, dirigió la marcha de 20 000 mujeres por los Union Buildings de Pretoria junto a Lilian Ngoyi, Rahima Moosa, Helen Joseph, y Albertina Sisulu para protestar el requisito de que las mujeres debían llevar libros de pases como parte de las leyes de pases. Después de que el Population Registration Act fuera aprobado, Williams-de Bruyn fue asignada por el Congreso de Personas de Color para trabajar con Shulamith Muller en los asuntos relacionados con la ley de pases.
En 1999, Williams-de Bruyn fue otorgada el Premio Ida Mntwana de Plata. En 2001, fue la primera en recibir el Premio de las Mujeres por un servicio nacional excepcional, y en el mismo año recibió el Premio Mahatma Gandhi.
Desde 2016 es una legisladora provincial en la provincia de Gauteng para el CNA.